# Премії Адама Сміта
Премії Адама Сміта — низка економічних премій, заснованих на честь великого шотландського економіста, які вручаються у різних країнах різними організаціями.

## Премія Національної асоціації бізнес-економіки
Премія вручається Національною асоціацією бізнес-економіки з 1982 року за «лідируюче становище серед професіоналів-економістів і використання ідей і знань на робочому місці і в політичній діяльності». Нагороджений премією економіст повинен прочитати лекцію на щорічних зборах асоціації. Текст лекції потім публікується в журналі «Business Economics».
Лауреати премії:
- Г. Стейн (1982);
- Чарльз Кіндлбергер (1983);
- Карл Бруннер (1984);
- Роберт Солоу (1985);
- П. Маккракен (1986);
- Джордж Стіглер (1987);
- Джеймс Б'юкенен (1988);
- Мілтон Фрідман (1989);
- Джеймс Тобін (1990);
- Гері Беккер (1991);
- Вацлав Клаус (1992);
- Мартін Фельдстейн (1993);
- Дуглас Норт (1994);
- Пол Кругман (1995);
- Мюррей Вейденбаум (1996);
- Майкл Портер (1997);
- Майкл Боскін (1998);
- Алан Бліндер (1999);
- Еліс Рівлін (2000);
- Дж. Кауфман (2001);
- Дж. Кауфман, Е. Кейн, Дж. Бенстон (2002);
- А. Мелцер (2003);
- Лоуренс Клейн (2004);
- Дейл Йоргенсон (2005).

## Премія Асоціації приватної освіти
Премія, що присуджується щорічно з 1984 року Асоціацією приватної освіти за стійкий і тривалий внесок в увічнення ідеалів вільної ринкової економіки. Лауреат нагороди повинен бути особистістю, яка заслужила міжнародну репутацію красномовного вченого і захисника вільного підприємництва.
У число лауреатів премії входять:
- Вільям Нісканен (1988);
- Джеймс Б'юкенен (1991);
- Гордон Таллок (1993);
- Вернон Сміт (1995);
- Дуглас Норт (1996);
- Алан Грінспен (1997);
- Роберт Барро (1998);
- Аллан Мелцер (1999);
- Армен Алчіан (2000);
- Гарольд Демсец (2001);
- Ернандо де Сото (2002);
- Арнольд Харбергер (2008);
- Хосе Піньєра (2009);
- Вільям Істерлі (2013);
- Арсен Арутюнов (2020).

## Премія данського товариства«Лібертас»
Премія присуджується данським товариством «Лібертас» з 1988 р. Премією нагороджується «данський або іноземний економіст, який у публічних виступах, опублікованих роботах або вчинках сприяє розвитку вільного суспільства і вільного ринку». Нагородження переможців відбувається 5 червня — в день народження А. Сміта. Серед лауреатів премії: Вацлав Клаус (Чехія, 1994), Г. Радніцкі (Німеччина, 2002), Д. Гресс (США, 2003).

## Премія Інституту економічної політики ім. Є.Т.Гайдара
Премія присуджується з 1997 р. Інститутом економічної політики «за відстоювання економічної свободи в Росії» (серед нагороджених — академік РАН  Р. М. Ентов; 1999) .